# 新潟大学附属新潟小学校
新潟大学附属新潟小学校（にいがただいがくふぞくにいがたしょうがっこう）は、新潟県新潟市中央区西大畑町にある国立大学法人新潟大学の附属学校。附属新潟小学校と略されることもある。新潟市内や附属新潟小学校内では、附小または附属小と略されることが多い。

## 概要
校舎は、日本海の近くにありピンク色であるため非常に目立っている。
毎年、2月には初等教育研究会が開かれ、全国から千人を超える教師・学生が集まり成果を公開している。
児童の服装は自己判断の下自由とされていて、制服はない。
各学年2クラスずつと複式学級の低学年（1、2年生）、中学年（3、4年生）、高学年（5、6年生）の合計15クラスある。

## 沿革

### 経緯
新潟大学附属新潟小学校は、新潟第一師範学校男子部附属新潟小学校を前身とする小学校である。

### 年表
- 1947年4月28日 - 新潟第一師範学校男子部附属新潟小学校として開校。
- 1949年7月1日 - 新潟第一師範学校附属小学校に改称。
- 1951年4月1日 - 新潟大学教育学部附属新潟小学校に改称。
- 1957年11月2日 - 校旗、校歌を制定。創立10周年記念式典を挙行。
- 1965年4月1日 - 特殊学級を開設。
- 1967年4月1日 - 普通学級を1学級増設。
- 1967年10月15日 - 創立20周年記念式典を挙行。
- 1977年5月10日 - 創立30周年記念式典を挙行。
- 1987年9月27日 - 創立40周年記念行事を挙行。
- 1994年3月24日 - 西大畑新校舎に移転
- 1998年10月28日 - 創立50周年記念行事を挙行。
- 1999年4月1日 - 新潟大学教育人間科学部附属新潟小学校に改称。
- 2004年4月1日 - 国立大学法人新潟大学教育人間科学部附属新潟小学校に改称。
- 2007年9月2日-創立60周年記念行事を挙行。
- 2008年4月1日-国立大学法人新潟大学教育学部附属新潟小学校に改称。
- 2020年4月1日-国立大学法人新潟大学附属新潟小学校に改称。

## 教育方針
教育目標  学びを生かす子ども

## 授業
一般的な小学校と同じ内容である。

## 部活動
部活動は行われていないが、それに相当する「クラブ」が存在し、主に放課後などに活動をする。

## 当番活動
当番活動では、いろいろな当番が存在する。また、係活動との区別をして、当番活動が行われている。

## 係活動

### 主な係活動
掃除係
新聞係
動画係（ニュース？係）
マンガ係
連絡係
手品？係

## 行事

### 主な行事
4月 着任式 始業式 入学式
5月 附属大運動会  5年佐渡自然教室 
6月  
7月 終業式
8月 始業式
9月 6年生金沢体験教室
10月 アートミュージアム 砂浜アート遠足
11月 附属ミュージックステーション
12月 終業式
1月 始業式
2月 初等研究会
3月 終業式  卒業証書授与式 離任式

## 著名な卒業生
- 篠田昭 - 元新潟市長
- 星護 - ディレクター、映画監督
- 五十嵐一 - イスラム学者、悪魔の詩の訳者
- 河村亮 - 日本テレビアナウンサー
- 熊倉悟 - NHKアナウンサー
- 相澤貴志（元プロサッカー選手）
- 藤田和輝 - アルビレックス新潟サッカー選手

## 入試情報
- 毎年12月の土曜日に入学検査が行われ、入学する。
- 受験条件は保護者と共に新潟市内に居住し、徒歩または公共の交通機関で通学できる範囲の者となるが、合格決定後にその地域に移転するという条件でも受験可能なので、実質志願者の在住地域は問われないといえる。
- 健康診断・知能検査・運動機能検査・面接（子どものみ）が、行われる。合格発表は、午後。定員以上の適格者が出た場合は、抽選で入学者が決定される。
- 毎年2月初に転校等で定員割れをした学年（男または女）のみ編入試験が行われる。編入試験も　健康診断・知能検査・運動機能検査・面接が、行われる。

## 登校方法・アクセス
公共交通機関を利用する。児童も同様に登校している。また、学校では基本的に車での送迎を許可していない。校門前に「附属学校前」というバス停があり、新潟駅行きのバスが利用可能。

### JR新潟駅から
万代口バスターミナルより
- 7番線　C2 浜浦町線　「西部営業所行き、信濃町行き、水族館行」に乗車
  - 附属学校入口（旧日本海タワー前）下車徒歩3分

### その他
- JR白山駅から徒歩20分
- 県内高速バス各線（長岡、十日町、柏崎、直江津・高田、糸魚川、三条・燕、五泉・村松、津川・上川、村上方面）市役所前にて下車徒歩15分